# Adinandra apoensis
Adinandra apoensis là một loài thực vật có hoa trong họ Pentaphylacaceae. Loài này được Elmer mô tả khoa học đầu tiên năm 1915.